# Qinlingosaurus
Qinlingosaurus (Qinlingosaurus uonanensis) – dinozaur z grupy zauropodów (Sauropoda) o bliżej niesprecyzowanej pozycji systematycznej
Żył w okresie późnej kredy (ok. 71-65 mln lat temu) na terenach wschodniej Azji. Długość ciała do 20 m, wysokość ok. 6 m, masa ok. 20 t. Jego szczątki znaleziono w Chinach (w prowincji Shaanxi).
Opisany na podstawie trzech kręgów i fragmentów kończyn.